# والتر إنغلمان
والتر إنغلمان (بالألمانية: Walter Engelmann)‏ هو لاعب جمباز فني ألماني، (و. 1888 – 1959 م).

## وصلات خارجية
- والتر إنغلمان على موقع أوليمبيديا (الإنجليزية)